# Sonate K. 158
La sonate K. 158 (F.108/L.4) en ut mineur est une œuvre pour clavier du compositeur italien Domenico Scarlatti.

## Présentation
La sonate K. 158 en ut mineur, notée Andante, est une œuvre au climat lyrique, languide et mystérieux, comme l'évocation d'un chagrin. Giorgio Pestelli la relie stylistiquement à la sonate K. 11.

## Manuscrits
Le manuscrit principal est le numéro 11 du volume I (Ms. 9772) de Venise (1752), copié pour Maria Barbara ; les autres sources manuscrites sont Parme I 11 (Ms. A. G. 31406), Münster IV 29 (Sant Hs 3967), Vienne B 29 (VII 28011 B) et le second numéro du manuscrit Ayerbe de Madrid (E-Mc, ms. 3-1408). Ce dernier manuscrit omet la mesure 52. Une copie figure à Bologne, ms. FF 232 (no 8) ; à la Morgan Library, manuscrit Cary 703 (no 18) ; à Lisbonne, ms. FCR/194.1 (no 29).

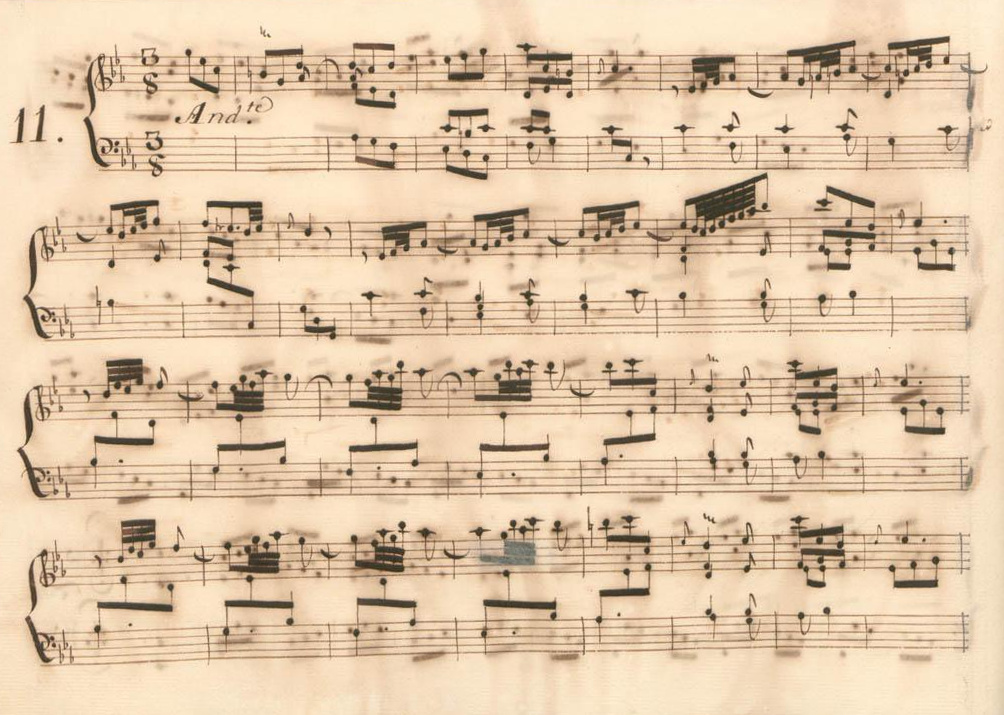
Parme I 11.
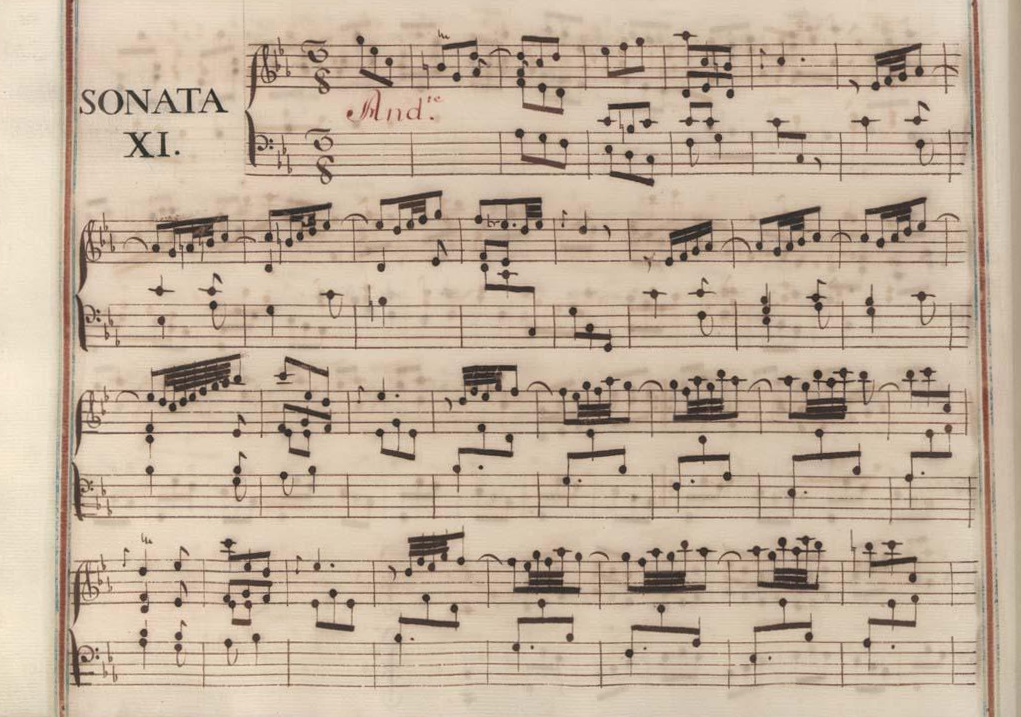
Venise I 11.
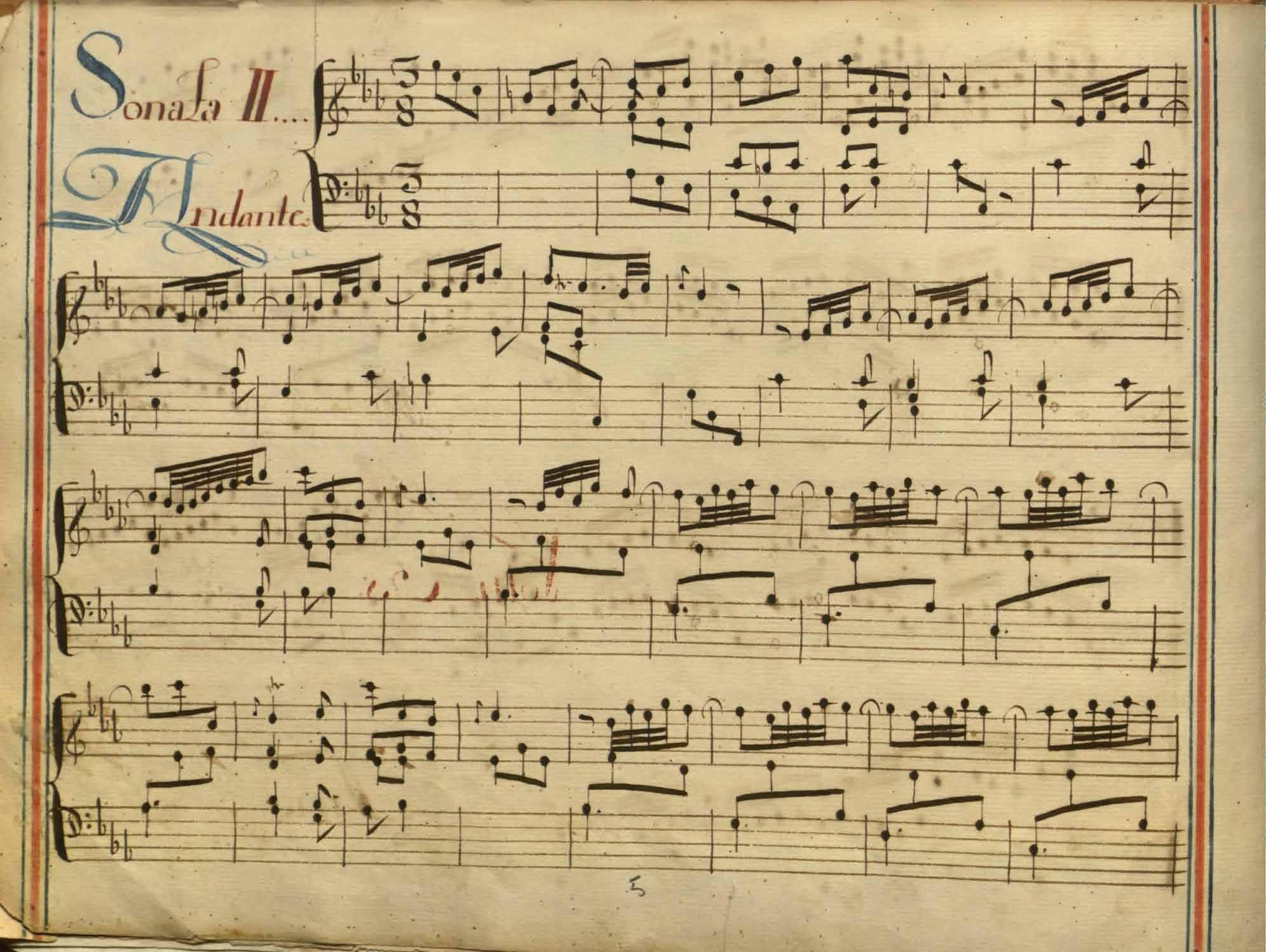
Madrid, 2.

## Interprètes
La sonate K. 158 est interprétée au piano, notamment par Fou Ts'ong (1984, Meridian), Beatrice Long (1996, Naxos), Linda Nicholson (2004, Capriccio), Hisako Kawamura (2009, Avi), Carlo Grante (2009, Music & Arts, vol. 1), Michelangelo Carbonara (2010, Brilliant Classics) et Margherita Torretta (14-16 avril 2019, Academy Productions) ; au clavecin elle est défendue — outre Scott Ross (1985, Erato) — par Pierre Hantaï (1992, Astrée), Richard Lester (2003, Nimbus, vol. 1) et Pieter-Jan Belder (Brilliant Classics).
David Schrader l'a enregistrée au piano-forte sur une copie d'un instrument de 1726 de Cristofori (1997, Cedille). Andreas Nebl l'interprète à l'accordéon (2021, Castigo Classic Recordings).

## Sources
: document utilisé comme source pour la rédaction de cet article.
- Ralph Kirkpatrick (trad. de l'anglais par Dennis Collins), Domenico Scarlatti, Paris, Lattès, coll. « Musique et Musiciens », 1982 (1re éd. 1953 (en)), 493 p. (OCLC 954954205, BNF 34689181).
- Alain de Chambure, « Domenico Scarlatti : Intégrale des sonates — Scott Ross », p. 208, Erato (2564-62092-2), 1985 (OCLC 891183737) .
- (en) Carlo Grante, « Domenico Scarlatti, intégrale des sonates pour clavier (vol. 1) », Music & Arts (CD-1236), 2010 .
- (es) Laura Cuervo Calvo, « El manuscrito Ayerbe : una fuente española de las sonatas de Domenico Scarlatti de mediados del siglo XVIII », Ad Parnassum, Ut Orpheus Edizioni, vol. 13, no 25,‎ avril 2015, p. 1–26 (ISSN 1722-3954, OCLC 1006521868, lire en ligne).
- (es) Celestino Yáñez Navarro (thèse), Nuevas aportaciones para el estudio de las sonatas de Domenico Scarlatti. Los manuscritos del Archivo de Música de las Catedrales de Zaragoza, Université autonome de Barcelone, 2016 (lire en ligne)